# McLaren F1
O McLaren F1 é um carro superdesportivo, construído de 1993 até 1998. Por duas vezes bateu o recorde de veículo de rua aspirado mais rápido do mundo, atingindo a velocidade máxima de 386,7 km/h. Tal recorde foi possível graças à sua aerodinâmica revolucionária e a sua leveza de 1140 kg, graças ao chassis fabricado em fibra de carbono e o motor em alumínio.
Em 2005 o seu recorde foi batido pelo sueco Koenigsegg CCR, que fez 395 km/h, e no mesmo ano o CCR foi batido pelo francês Bugatti Veyron com 407,5 km/h. Em 2007, houve nova batida de recorde pelo americano SSC Ultimate Aero, com 413 km/h. Em 2010, o recorde foi novamente batido, desta vez pelo Bugatti Veyron Super Sport, que alcançou 431 km/h, que foi batido novamente em 2014 pelo Hennessey Venom GT que atingiu 435 km/h porém o veículo não é em produção em massa então o recorde foi desconsiderado. Atualmente o recorde pertence ao Agera RS que bateu a velocidade de 446 km/h. Há ainda o rumor que o Bugatti Chiron consegue atingir a marca de 463 km/h, entretanto, a montadora francesa ainda não confirmou a velocidade máxima do superesportivo.

## História
Em 1989 a McLaren fundou a marca McLaren Cars. O objetivo principal era fazer um superdesportivo avançado que proporcionasse uma experiência única ao motorista. Então, em 1991, Gordon Murray começou a criar este carro. Para começar o seu desenho, foram feitos vários testes em túnel de vento para ver qual forma teria o melhor desempenho aerodinâmico. Também foram testados a posição e o tamanho do radiador, admissão, pressão aerodinâmica positiva, refrigeração dos freios, etc. Depois disso, Gordon decidiu desenhar o carro.

## Características

### Carroceria
O McLaren F1 pode ser usado como carro de passeio, e até a sua suspensão é macia. A sua carroceria é de um monocoque extremamente rígido e resistente, o que torna o carro muito veloz em rectas e capaz de fazer curvas como um monoposto de Fórmula 1.
O carro custava 1 milhão de libras no lançamento (hoje, por ser um ícone de esportividade, beleza e também por já não ser fabricado, o carro chega a custar £ 16 milhões) mas, apesar do altíssimo preço a McLaren não obteve lucro. O seu preço de produção era muito alto, e pouquíssimas pessoas podiam comprá-lo. No final, a McLaren acabou vendendo menos do que esperava.
Apesar do design ser do início da década de 1990, ainda passa a impressão de ser bastante actual. É sem dúvida um dos designs de desportivo mais belos. As suas formas inspiram velocidade.

### Interior

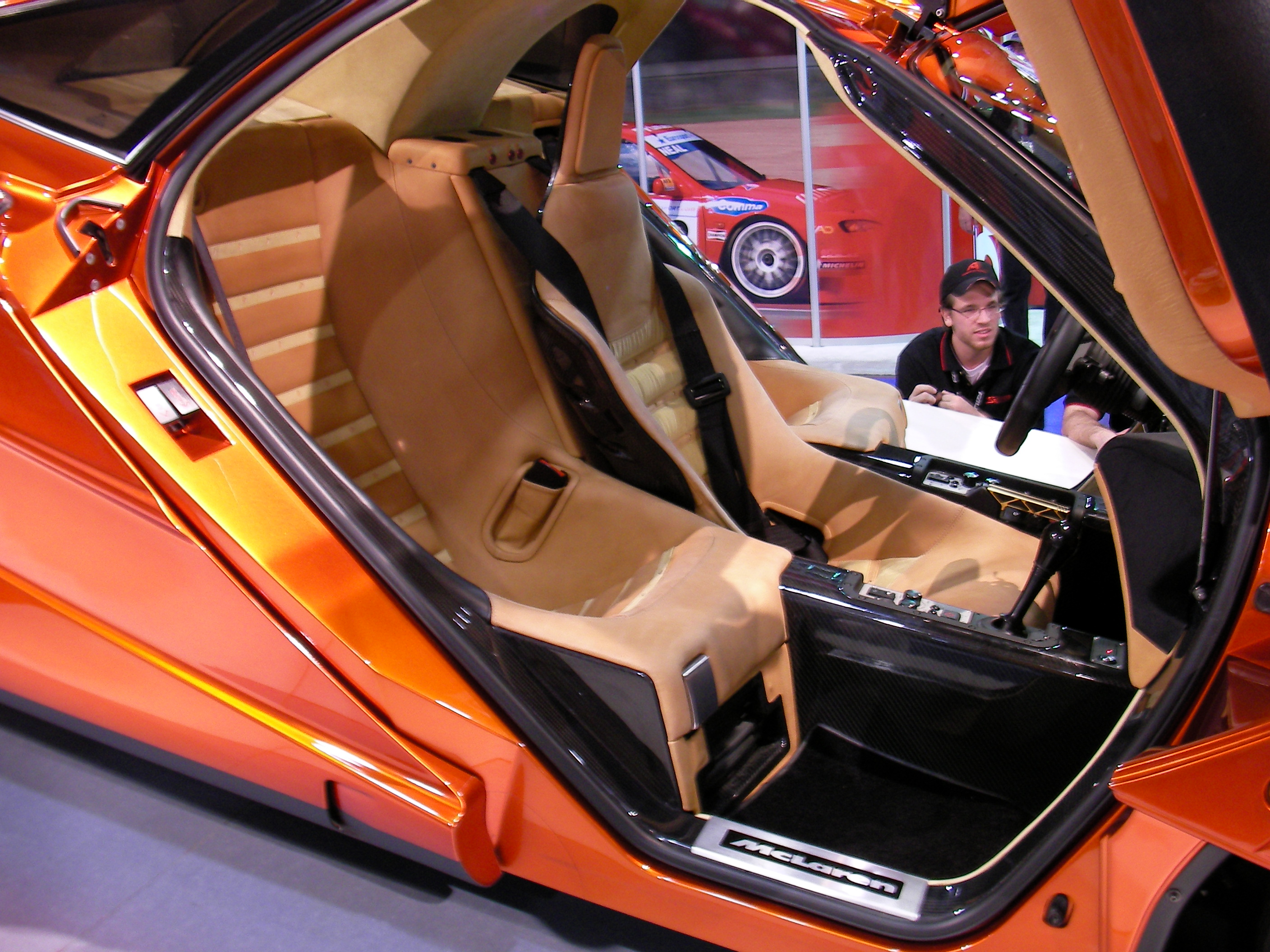
Interior do McLaren F1. Repare que o condutor fica no meio do carro.

Uma característica deste carro é que o McLaren ao contrario dos dois bancos que costumavam ter os carros "desta categoria", o McLaren F1 tem 3 bancos onde o condutor ficava no meio e os 2 passageiros ao lado, ainda tem bagagem, e o condutor pode abrir as portas sem sair do banco, porém a entrada no carro é "um pouco complicada".

### Motor
Gordon Murray queria que o motor tivesse 600 mm de comprimento (com todos os equipamentos montados), aspirado, pesasse até 240 kg e que produzisse mais de 558 cv (550 hp).
Foram convidadas duas empresas para fabricar o motor: a Honda e a BMW. A Honda alegou que não tinha interesse no projeto; já a BMW, além de aceitar o desafio, superou as expectativas de Murray: ao invés dos 558 cv (550 hp) pedidos, o motor tinha 636 cv (627 hp).
O cofre do motor e parte do sistema de escape recebeu o revestimento de ouro puro 24 quilates. A aplicação do ouro, neste caso, não se deve a uma extravagância: esse material é um ótimo condutor térmico e arrefece com facilidade, algo necessário quando o motor é uma verdadeira bomba de força.

## Versões
O McLaren F1 também teve várias versões do qual estão listadas abaixo:

### McLaren F1 GTR LM

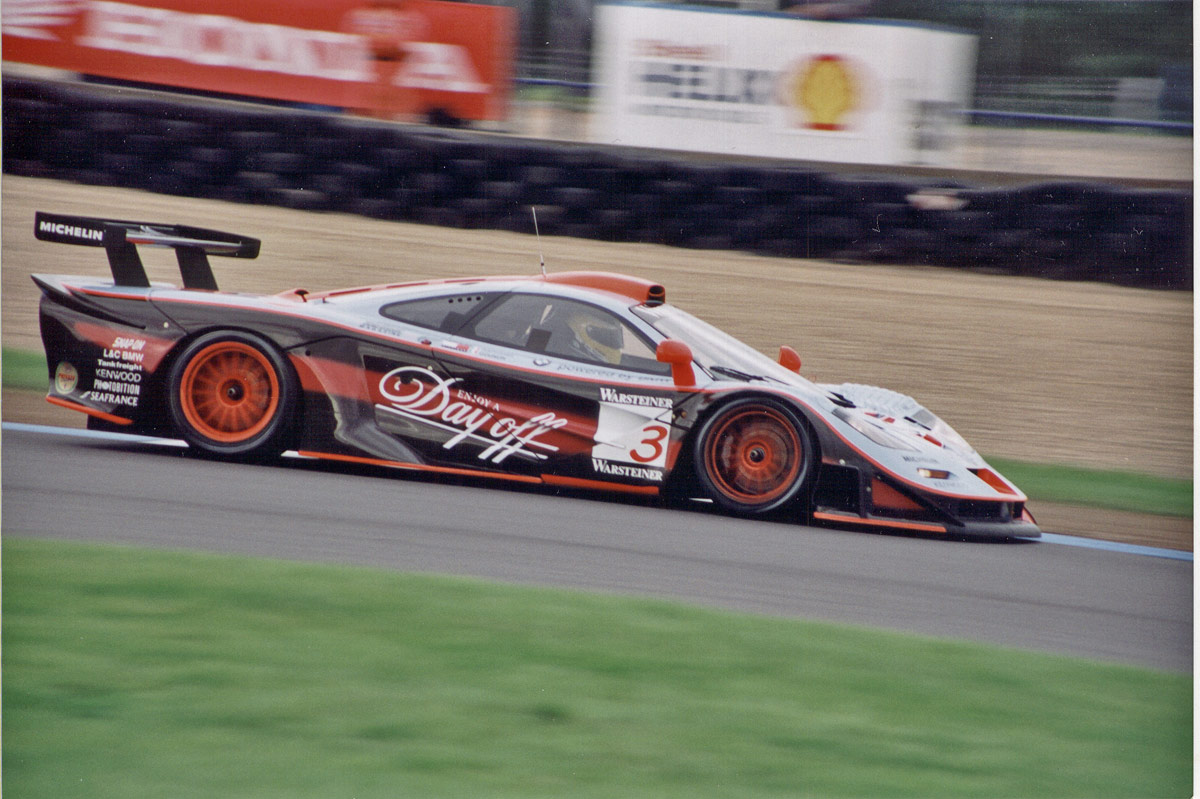
McLaren F1 GTR

Versão criada apenas para corridas. Era menos potente, pois era acima do regulamento de sua categoria. Também teve uma versão com a traseira alongada. Tem um motor V12 6.1 DOHC das versões de rua, porém com 608 cv (600 hp). Ganhou por uma vez as 24 horas Le Mans e ficou em segundo e terceiro lugar.[carece de fontes?]

### McLaren F1 básico

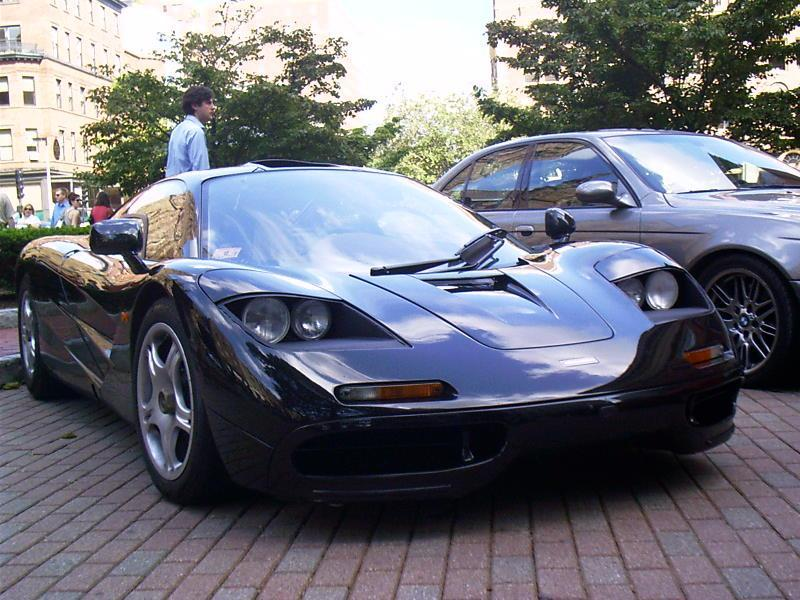
McLaren F1 básico

Versão mais básica de todas, teve 64 unidades produzidas. Foi esta a versão que bateu duas vezes o recorde mundial de carro mais veloz do mundo. Tinha 636 cv (627 hp) de potência a 7500 rpm, torque de 69,3 kgfm a 5.600 rpm e chegava a 391 km/h.

### McLaren F1 LM
O F1 LM é uma versão criada para comemorar as 24 horas de Le mans. Só 5 unidades e um protótipo dessa versão foram produzidos. O carro pesava 1.062 kg e tinha 689 cv (680 hp) á 7.800 rpm com torque de 71,9 kgfm a 4500 rpm e chegava a 362 km/h. Mesmo assim era menos rápido do que o McLaren F1 original por causa da sua aerodinâmica (spoilers e asa) que serviam para curvar mais rápido que o McLaren F1 original. [carece de fontes?]

### McLaren F1 GTR
O F1 GTR teve apenas dezoito unidades produzidas, com o motor V12 de 600 HP (608 CV) a 7500 rpm e com a velocidade máxima de 386,7 km/h. Seu peso total é de 1012 kg.